# Флот
Флот (на френски: flotte; на нидерландски: vloot) може да бъде:
1) съвкупност от кораби (или самолети, по-рядко) с еднакво предназначение, национална принадлежност или други признаци. Видове:
по предназначение – военен, търговски, спомагателен, риболовен и т.н.;
според района на плаване – морски и речен.
2) военноморски флот (ВМФ) – вид въоръжени сили за военни действия във водни райони и за отбрана на бреговете. ВМФ на големите морски държави включва обединения на различни морски сили. Основа на ВМФ са корабите, които се делят на класи: самолетоносачи, ескадрени миноносци, стражеви кораби, торпедни катери, подводници, десантни кораби и т.н. Освен различните класи кораби ВМФ включва още морска авиация, противовъздушна отбрана, морска пехота.